# Al-Qazwīnī

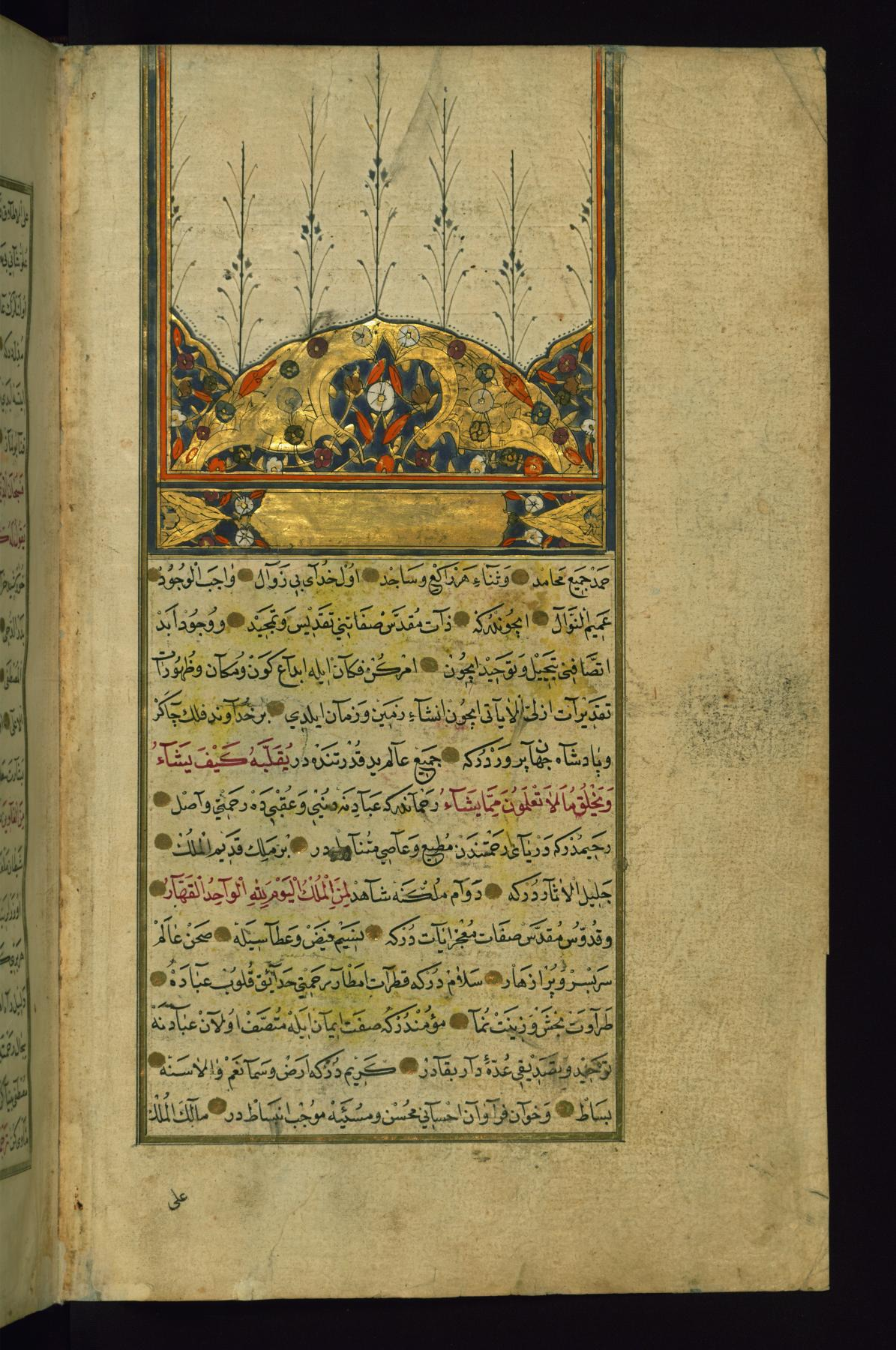
Verziertes Frontblatt eines Werkes von Qazvini

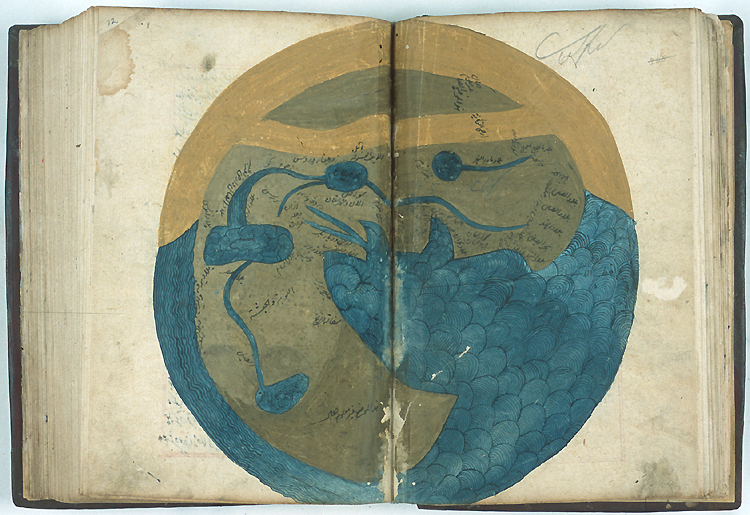
Eine Karte der bewohnten Welt, aus der "Cosmografia" von al-Qazwīnī in einem Manuskript aus dem 16. Jahrhundert

Abū Yahyā Zakariyā' ibn Muhammad al-Qazwīnī (persisch ابو یحیی زکریاء بن محمد القزوینی; * um 1203 in Qazvin; † 1283), kurz unter anderem auch Quaswini oder Kazwini genannt, war ein persischer Arzt, Astronom und Geograf.

## Leben
Geboren in der persischen Stadt Qazvin als Nachfahre von Anas ibn Mālik diente Zakariya' ibn Muhammad al-Qazwini als Rechtsexperte und Richter (Qādī) in einigen Ortschaften in Persien und in Bagdad. Er reiste in Mesopotamien und Syrien herum, bevor er schließlich Teil eines durch den Gouverneur von Bagdad, Ata al-Mulk Dschuwaini (1283 gestorben), geförderten Gesellschaftskreises wurde.
Ihm widmete Qazwini auch seine berühmte, in arabischer Sprache verfasste Kosmographie mit dem Titel ʿAǧāʾib al-maḫlūqāt wa-ġarāʾib al-mauǧūdāt (عجائب المخلوقات وغرائب الموجودات / ‚Wunder der Geschöpfe und Seltsamkeiten der existierenden Dinge‘). Diese Abhandlung, häufig bebildert, war sehr stark verbreitet und ist noch heute in vielen Kopien erhalten. Sie wurde ins Persische und Türkische übersetzt. Qazwini schrieb darin auch über den Riesen Ūdsch bin Anaq, eine islamische Adaption des Amoriter-Königs Og. Dieser Text wird von manchen als ein futuristisches prä-Science-Fiction-Märchen interpretiert.
Qazwini ist ebenfalls bekannt für sein geographisches Lexikon Āṯār al-bilād wa-aḫbār al-ʿibād (آثار البلاد وأخبار العباد / ‚Die Denkmäler der Länder und die Nachrichten über die Menschen‘). Beide Abhandlungen spiegeln umfassende Belesenheit und Wissen aus einer breiten Zahl an Disziplinen wider.
Auch erwähnt Qazwini, wie als „Schwindler“ bezeichnete Alchemisten von der Umwandlung von Metallen in Gold berichteten, wozu Qazwini anmerkt, dass sie die Entwicklung der Chemie als Wissenschaft ruiniert hätten, da sie mächtige Herrscher wie Imad ad-Din Zengi betrogen hätten. In der Folge hätten sich viele Gelehrte gegen die Alchemie ausgesprochen, woraus eine generelle Abkehr von der Alchemie und eine Isolation der chemischen Wissenschaft resultierte.

## Werke
- Qazwinis Kosmographie wurde von Ferdinand Wüstenfeld unter dem Titel Adscha'ib al-machluqat (Göttingen, 1849) in Arabisch und von Alma Giese als deutsche Übersetzung unter dem Titel Al-Qazwini, Die Wunder des Himmels und der Erde (Stuttgart/Wien, 1986) herausgegeben.
- Qazwinis geographisches Lexikon Āṯār al-bilād wa-aḫbār al-ʿibād wurde durch Ferdinand Wüstenfeld 1848 in Göttingen herausgegeben.[3]